# Powerhouse Hobbs
Pour les articles homonymes, voir Hobson et Hobbs.
 (janvier 2024).
William Hobson (né le 23 janvier 1991 à East Palo Alto (Californie)) est un catcheur (lutteur professionnel) américain. Il travaille à la All Elite Wrestling, sous le nom de Powerhouse Hobbs, où il est l'actuel champion du monde Trios avec Samoa Joe et Katsuyori Shibata.

## Carrière de catcheur

### Circuit Indépendant (2009-2020)
Le 18 juillet 2009 à APW Gym Wars de la All Pro Wrestling, il fait ses débuts, sous le nom de Will Rood, et ne devient pas aspirant n°1 au titre Worldwide Internet de la APW, battu par Derek Sanders dans un 15-Man Royal Rumble match. 
Le 14 avril 2012 à APW Gym Wars de la même fédération, il devient le nouveau champion Worldwide Internet de la APW en battant Rik Luxury, remporte le titre pour la première fois de sa carrière et son premier titre personnel. Le 5 mai à APW Gym Wars - Young Lions Cup 2012, il ne conserve pas son titre, battu par son même adversaire dans un match revanche, ce qui met fin à un règne de 21 jours. Le 2 juin à PCW Nowhere 2 Run de la Pro Championship Wrestling, The Dream Team (Mitch Valentine et lui) devient les nouveaux champions par équipes de la PCW en battant The Chico Hammerz (Chico Lopez et Shoop Shellhammer), remporte les titres pour la première fois de leurs carrières et leurs premiers titres par équipes. 
Le 3 novembre à APW Gym Wars, il redevient champion Worldwide Internet de l'APW, pour la seconde fois, en prenant sa revanche sur Rik Luxury. De ce fait, il devient également double champion. 
Le 15 avril 2013 à Vendetta Pro Casino Royale 2013, il ne conserve pas son titre, battu par Dave Dutra, ce qui met fin à un règne de 163 jours. Le 27 avril à GRPW Reach For The Gold 2 de la Gold Rush Pro Wrestling, il devient le premier champion Dynamite Division de la GRPW en battant Drake Younger, Mr. Primetime et Virgil Flynn en finale du tournoi dans un Fatal 4-Way Ladder match et remporte son second titre personnel. De ce fait, il redevient, pour la seconde fois, double champion. Le 4 mai à PCW Extreme Measures 2013, son partenaire et lui ne conservent pas leurs titres, battus par MPT et Rik Luxury, ce qui met fin à un règne de 336 jours.
Le 11 novembre 2016 à APW 11:11, Lion Power (Marcus Lewis et lui) devient les nouveaux champions par équipes d'APW en battant Reno Scum (Adam Thornstowe et Luster The Legend) et remporte les titres pour la première fois de leurs carrières. 
Le 25 mars 2017 à APW Legends Are Born, les deux hommes ne conservent pas leurs titres, battus par The Classic Connection (Buddy Royal et Levi Shapiro), ce qui met fin à un règne de 134 jours. 
Le 6 mai à APW Cow Palace Royale, ils redeviennent champions par équipes de l'APW, pour la seconde fois, en prenant leur revanche sur leurs mêmes adversaires.
Le 7 juillet à APW Bay Area Bash 2017, ils ne conservent pas leurs titres, battus par The Black Armada (Papo Esco et Synn), ce qui met fin à un règne de 62 jours. 
Le 10 novembre à APW Clash At The Cow Palace, ils redeviennent champions par équipes de l'APW, pour la troisième fois, en prenant leur revanche sur leurs mêmes opposants, en rebattant The Classic Connection et en battant Bad Boys Personified (Boyce LeGrande et Rik Luxury) dans un Fatal 4-Way Tag Team match. 
Le 17 mars 2018 à APW Kick Rocks, ils ne conservent pas leurs titres, battus par Reno Scum dans un match revanche, ce qui met fin à un règne de 127 jours.
Le 2 novembre à APW Halloween Hell 2018, il redevient champion Worldwide Internet de l'APW, pour la troisième fois, en battant JR Kratos. 
Le 15 juin 2019 à APW Bay Area Bash 2019, il ne conserve pas son titre, battu par Levi Shapiro, ce qui met fin à un règne de 225 jours.

### All Elite Wrestling (2020-...)

#### Débuts et Team Taz (2020-2022)
Le 22 août 2020 à Dynamite, il fait ses débuts à la All Elite Wrestling en tant que Face, sous le nom de Will Hobbs, dispute son premier match, mais perd face à Darby Allin. Le 5 septembre à All Out, il ne remporte pas la 21-Man Casino Battle Royal, gagnée par Lance Archer.
Le 18 novembre à Dynamite, après la victoire de Brian Cage et Ricky Starks sur Cody Rhodes et Darby Allin, il fait fuir les deux premiers catcheurs, mais effectue un Heel Turn, car frappe The American Nightmare avec la ceinture FTW et rejoint officiellement la Team Taz,.
Le 7 mars 2021 à Revolution, HOOK et lui participent au Street Fight match de leurs deux équipiers face à Sting et Darby Allin, mais ne peuvent empêcher leur défaite.
Le 30 mai à Double or Nothing, il participe à la 21-Man Casino Battle Royal, élimine Dustin Rhodes avant d'être lui-même éliminé par Christian Cage.
Le 6 mars 2022 à Revolution, il ne remporte pas l'anneau, battu par Wardlow dans un Face of the Revolution Ladder match, et ne devient pas aspirant n°1 au titre TNT de la AEW.
Le 29 mai à Double or Nothing, Ricky Starks et lui ne remportent pas les titres mondiaux par équipes, battu par Jurassic Express (Jungle Boy et Luchasaurus) dans un 3-Way Tag Team match qui inclut également Swerve in our Glory (Keith Lee et Swerve Strickland).
Le 27 juillet à Fight for the Fallen, après la conservation du titre FTW de Ricky Starks sur Danhausen et la perte de la ceinture du premier face à HOOK, il provoque le Face Turn de son désormais ex-partenaire en l'attaquant dans le dos. La semaine suivante à Dynamite, Taz annonce lui-même la dissolution de son clan.

#### Retour en solo, champion TNT et The Don Callis Family (2022-2024)
Le 4 septembre à All Out, il bat son ancien camarade. 
Le 19 novembre à Full Gear, il ne remporte pas le titre TNT, battu par Samoa Joe par soumission dans un 3-Way match qui inclut également Wardlow.
Le 8 mars 2023 à Dynamite, il devient le nouveau champion TNT en prenant sa revanche sur son second adversaire dans un Falls Count Anywhere match et remporte le titre pour la première fois de sa carrière.
Le 19 avril à Dynamite, il ne conserve pas sa ceinture, rebattu par son même opposant.
Le 3 septembre à All Out, il perd face à Miro par soumission.
Le 4 octobre à Dynamite: 4th Anniversary, il attaque Chris Jericho et Kenny Omega, aide Kōnosuke Takeshita à retenir le catcheur canado-japonais pour permettre à Don Callis de frapper ce dernier avec une chaise et rejoint officiellement la Don Callis Family,. Le 30 décembre à Worlds End, Big Bill, Ricky Starks, le catcheur japonais et lui perdent face à Darby Allin, Sting et le Sex Gods (Chris Jericho et Sammy Guevara) dans un 8-Man Tag Team match.
Le 1er mai 2024, il souffre d'une blessure au genou droit, doit subir une intervention chirurgicale et s'absenter pendant 6 mois.

#### Retour, The Opps et champion du monde Trios (2024-...)
Le 6 novembre à Dynamite, il fait son retour de blessure en tant que Face, devient le partenaire mystère de Ricochet et ensemble, les deux catcheurs battent Kōnosuke Takeshita et Kyle Fletcher. Le 28 décembre à Worlds End, il ne remporte pas le titre International, battu par le catcheur japonais.
Le 16 avril 2025 à Dynamite, il remplace HOOK blessé dans le trio appelé The Opps aux côtés de Samoa Joe et Katsuyori Shibata et ensemble, les trois catcheurs deviennent les nouveaux champions du monde Trios en battant Death Riders (Jon Moxley, Claudio Castagnoli et Wheeler Yuta) par soumission dans un Trios match et remportent les titres pour la première fois de leurs carrières. Le 25 mai à Double or Nothing, Kenny Omega, Swerve Strickland, Willow Nightingale et eux battent les Young Bucks, Marina Shafir et leurs mêmes adversaires dans un Anarchy in the Arena match.
Le 12 juillet à All In, ils conservent leurs titres en rebattant le catcheur suisse, l'ancien triple champion Pure de la ROH et en battant Gabe Kidd dans un Trios match.

## Palmarès
- All Elite Wrestling
  - 1 fois champion TNT
  - 1 fois champion du monde Trios (actuel) - avec Samoa Joe et Katsuyori Shibata

## Récompenses des magazines
- Pro Wrestling Illustrated

| Année | 2013 | 2014 à 2019 | 2020 | 2021 | 2022 | 2023 | 2024 |
| ----- | ---- | ----------- | ---- | ---- | ---- | ---- | ---- |
| Rang  | 430  | Non classé  | 263  | 93   | 103  | 59   | 186  |